# Gottfried Joseph Wolff
Gottfried Joseph Wolff (* 14. Januar 1807 in Flerzheim; † 13. Januar 1895 ebenda) war von 1848 bis 1888 preußischer Landrat des Kreises Rheinbach und Geheimer Regierungsrat.

## Leben
Gottfried Joseph Wolff war ein Sohn des kurfürstlichen Rats, späteren Bürgermeisters und Steuerempfängers Leopold Wolff und dessen Ehefrau Anna Margaretha, geb. Schumacher. Am 1. April 1828 trat er als Freiwilliger dem 40. Infanterie-Regiment bei. Am 14. Oktober 1831 wurde er mittels Allerhöchster Kabinettsorder (AKO) Sekondeleutnant der Landwehr beim 28. Landwehr-Regiment, am 12. Juli 1845 Kompanieführer und am 15. Juli 1848 mit Patent Premierleutnant. Am 1. Januar 1847 übernahm er (auf Verfügung vom 7. Dezember 1846) das Amt des Bürgermeisters von Rheinbach und am 8. April 1848 wurde er zum kommissarischen Landrat des Kreises Rheinbach ernannt, dem am 9. September 1851 die definitive Bestallung (mittels AKO zum 1. September 1851) folgte. Am 4. September 1882 wurde ihm der Charakter eines Geheimen Regierungsrates (mittels AKO vom 20. Februar 1882) verliehen. Zum 1. April 1888 wurde er zur Disposition gestellt und zum 1. April 1893 pensioniert.

## Politik und Sonstiges
Wolff war Mitglied des Landtages (MdL) und galt als „regierungsfreundlich“. Die 2. Legislaturperiode folgte 1849, am 24. September 1849 legte er sein Mandat nieder. Im Jahr 1880 war er Schützenkönig in Rheinbach.

## Ehrungen
- 9. September 1876: (Erster) Ehrenbürger von Bad Münstereifel[4][5]

## Familie
Gottfried Joseph Wolff heiratete im November 1834 Therese Eschweiler (* um 1813; † am 5. Oktober 1885 in Heisterbach), Tochter des Gutsbesitzers Ferdinand Eschweiler aus Heisterbach und dessen Ehefrau Maria Helene, geb. Schwingler.